# Palota
Palota est un village de Slovaquie situé dans la région de Prešov.

## Histoire
Première mention écrite du village en 1330.

## Démographie

### Évolution de la population
| Année:               | 1994. | 2004.   | 2014.   | 2024.   |
| -------------------- | ----- | ------- | ------- | ------- |
| Nombre de personnes: | 176   | 181     | 186     | 179     |
| Différence:          |       | +2,84 % | +2,76 % | -3,76 % |

| Année:               | 2023. | 2024. |
| -------------------- | ----- | ----- |
| Nombre de personnes: | 179   | 179   |
| Différence:          |       | +0 %  |